# Magglio Ordóñez
Magglio José Ordóñez Delgado (Coro, Venezuela - 28 de enero de 1974) es un exjugador de béisbol, propietario de Caribes de Anzoátegui y expolítico venezolano, jugó en las Grandes Ligas para los equipos de Tigres de Detroit y los Medias Blancas de Chicago. En las Elecciones municipales de Venezuela de 2013 se convirtió en el alcalde del Municipio Juan Antonio Sotillo, Estado Anzoátegui para un periodo de 4 años. En Venezuela perteneció a Caribes de Anzoátegui. En la temporada 2007 obtuvo el premio como campeón bate de la Liga Americana. Es conocido como el "Caribe Mayor"

## Medias Blancas de Chicago (1997-2004)
Ordóñez llegó a las grandes ligas el 29 de agosto de 1997 cuando lo ascendieron los Medias Blancas de Chicago. Fue esa una temporada muy corta para él, por su tardía promoción al equipo de arriba; sin embargo; en 21 partidos bateo para 319 de average, con sus primeros 4 jonrones. 
En las cinco temporadas antes de 2004 bateo para .300 con 30 jonrones y 100 carreras impulsadas; Conectó 70 extrabases entre 2001-2003, pero una colisión con Willie Harris en el jardín derecho durante un juego en Cleveland el 19 de mayo de 2004 le produjo una lesión en la rodilla izquierda, lo que lo envió a la lista de lesionados, tras lo cual se perdió 36 juegos. Terminó con promedio de .292, 9 jonrones y 37 carreras impulsadas en 52 juegos.

## Tigres de Detroit (2005-2011)
Después de cinco temporadas en Chicago, Ordóñez firma cono los Tigres de Detroit el 7 de febrero de 2005, un contrato por cinco años y 85 millones de dólares, con un pacto que llegaría a los 105 millones si sigue dos años. No obstante, el contrato también estipula que si la lesión de la rodilla izquierda reaparece, y lo tiene inactivo 25 días o más, los Tigres podrán en cualquier momento prescindir de sus servicios sin mayores obligaciones.
En 2005, la primera temporada con Detroit un desgarramiento muscular la primera semana de la temporada y subsiguientes lo llevó a pasar los próximos tres meses en la lista de lesionados, tras lo cual fue bajado al equipo AAA de los Tigres en Toledo (Ohio). Regresó a la alineación de los Tigres en julio.

## Temporada 2007
Magglio Ordóñez tuvo la mejor temporada de su carrera en 2007, consiguió un promedio de .364 al bate, 28 jonrones y 139 carreras impulsadas. El récord de Ordóñez en 2007 incluye:
- .364 de promedio de bateo, uno de los mejores en las grandes ligas. Al finalizar la temporada se convirtió en el campeón bate de la liga americana, y es el primer jugador de los tigres en lograrlo desde Norm Cash en 1961.
- 54 dobles.
- 139 carreras impulsadas.

## Retiro
Magglio decide retirarse de la gran carpa el 3 de junio de 2012 después de vivir una gran carrera en las Grandes Ligas.
Fue homenajeado ese mismo día por la organización de los Tigres de Detroit antes de efectuar un partido frente a los Yankees de New York.

## Dueño del Equipo "Caribes de Anzoátegui"
El 15 de mayo de 2013, Humberto Angrisano, vicepresidente de la Liga Venezolana de Béisbol Profesional (LVBP), anunció que el ex grandeliga Magglio Ordóñez es el nuevo propietario de Caribes de Anzoátegui. A través de su cuenta en Twitter (@hangrisano), el segundo al mando de la LVBP informó que Ordóñez se hizo con el 50 por ciento del paquete accionario de la novena oriental. “La LVBP autorizó ayer la venta del 50 % del paquete accionario (de Caribes) al Sr. Magglio Ordóñez, quien se incorpora como delegado del equipo Caribes”, tecleó Angrisano. Con el uniforme de Caribes, Magglio Ordóñez participó en diez temporadas, siendo su zafra más importante la de 1996-1997, cuando se alzó como Jugador Más Valioso. En la campaña siguiente el falconiano ganó el premio al Productor del Año. La última vez que “El Caribe Mayor” vistió los colores de la Tribu fue en 2004, cuando disputó la primera final del equipo ante los Tigres de Aragua, que eventualmente se llevaron el campeonato. Caribes de Anzoátegui debutó en la LVBP en la temporada 1991-1992 cuando junto a Petroleros de Cabimas. En el Round Robin de la temporada 1998-1999, Magglio Ordóñez fue refuerzo del equipo Cardenales de Lara, donde obtuvieron su tercer título con Ordóñez obteniendo su único anillo de campeón en Venezuela. Fueron beneficiados con la última expansión de la pelota rentada nacional. Su primer título de la LVBP llegó en la campaña 2010-2011 cuando derrotaron en siete partidos a los Tigres de Aragua. Más tarde, en la campaña 2014-2015 obtienen su segunda corona al derrotar en cinco juegos a los Navegantes del Magallanes.

## Vida política
En agosto de 2013, es candidato a la alcaldía de Puerto La Cruz, Estado Anzoátegui, por el PSUV para las elecciones municipales de diciembre del 2013 en Venezuela. ganador de la alcaldía municipal de Sotillo.